# Heimarmo
Heimarmo är en ö i Finland.   Den ligger i kommunen Pargas i den ekonomiska regionen  Åboland  och landskapet Egentliga Finland, i den sydvästra delen av landet, 180 km väster om huvudstaden Helsingfors. Arean är 0,45 kvadratkilometer.
Terrängen på Heimarmo är mycket platt. Öns högsta punkt är 26 meter över havet. Den sträcker sig 1,1 kilometer i nord-sydlig riktning, och 1,1 kilometer i öst-västlig riktning.